# TopPop
AVRO's Toppop - resumido: Toppop es el primer programa pop semanal en la televisión holandesa emitido por AVRO el programa del 22 de septiembre de 1970 al 27 de junio de 1988.
Iniciador y director de Toppop es  Rien van Wijk. Otros directores han dido Egbert van Hees, Geert Popma, Henk Renou, Chris Berger, Jessy Winkelman, Wim van der Linden, Bert van der Veer y Ruido Charly.
La idea del programa es copiado de la británica Top of the Pops.
Ad Visser se mantuvo, hasta 1985, como presentador de AVRO's Toppop. Su reemplazo fue fijado inicialmente Krijn Torringa, después Marjon van Rijn. Posteriormente fue presentado por Kas van Iersel (1985-1986), Leonie Sazias y Bas Westerweel (1986-1987). Westerweel también fue el presentador del último año (1987-1988). 

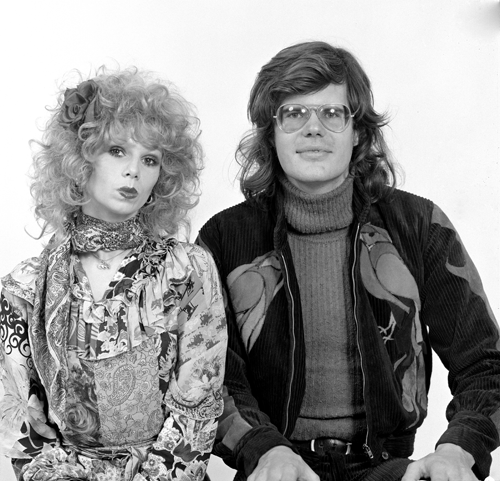
la bailarina Penney de Jager y el presentador Ad Visser en 1973
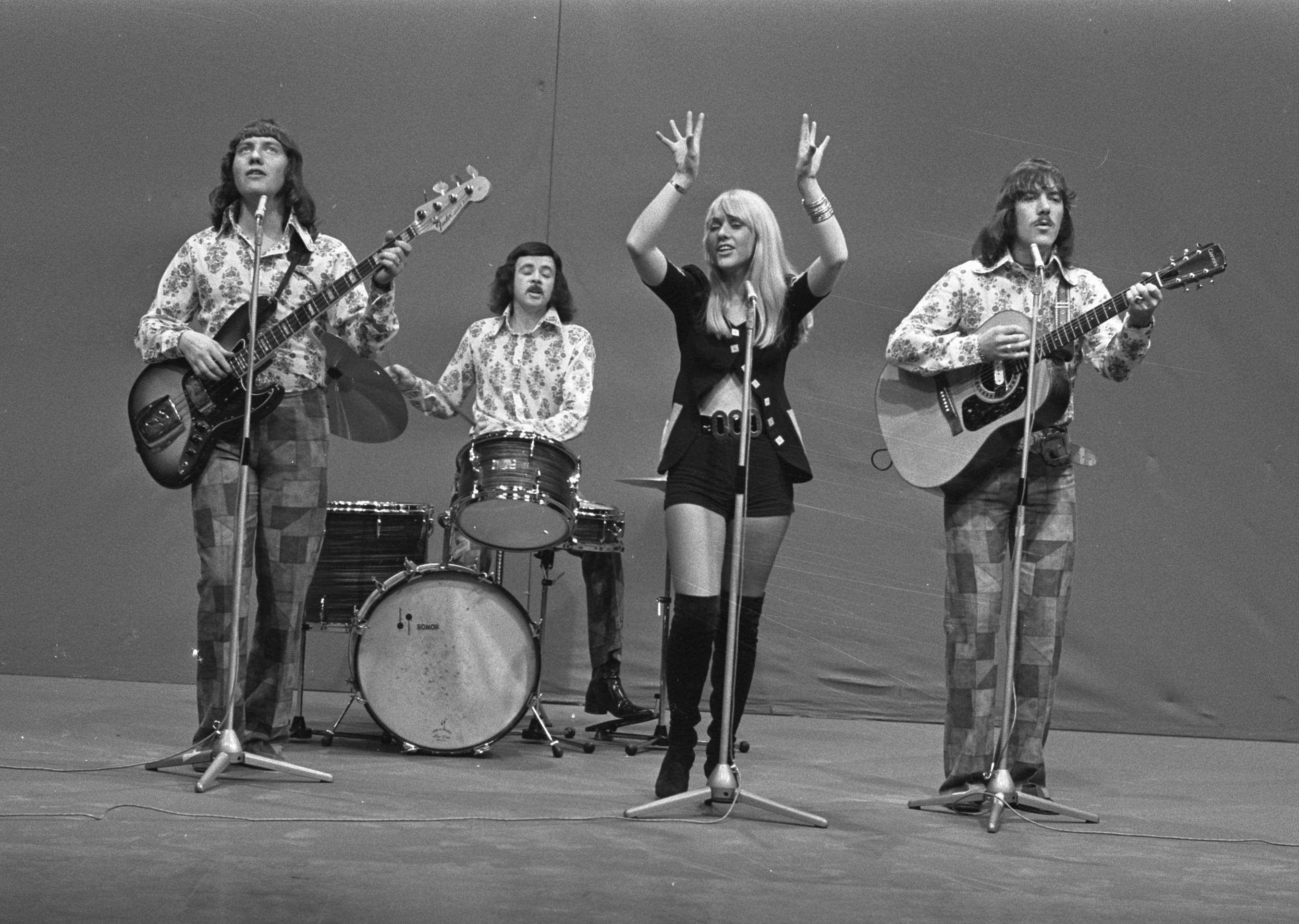
Middle of the Road (1972)
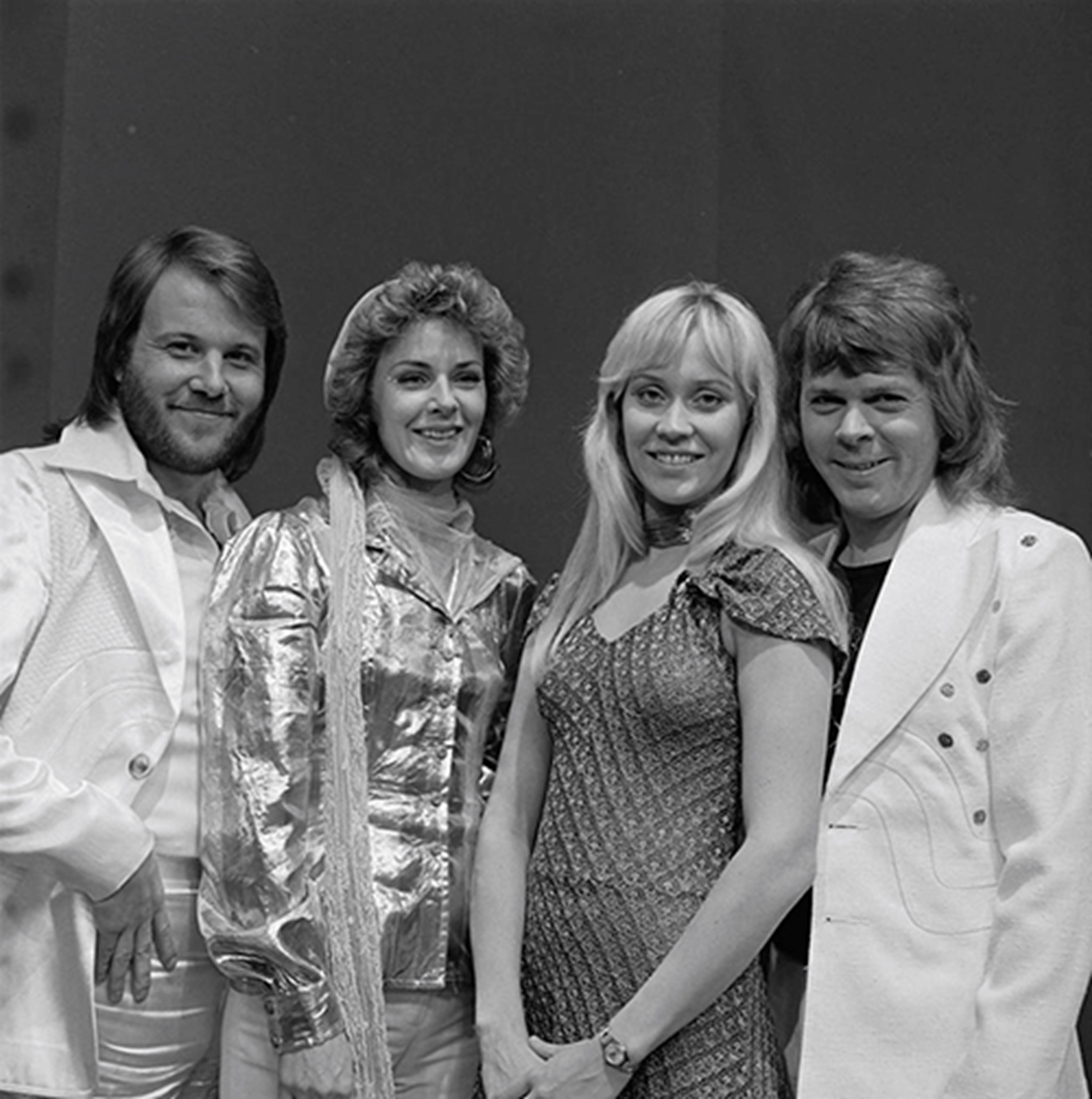
ABBA (TopPop 1974)
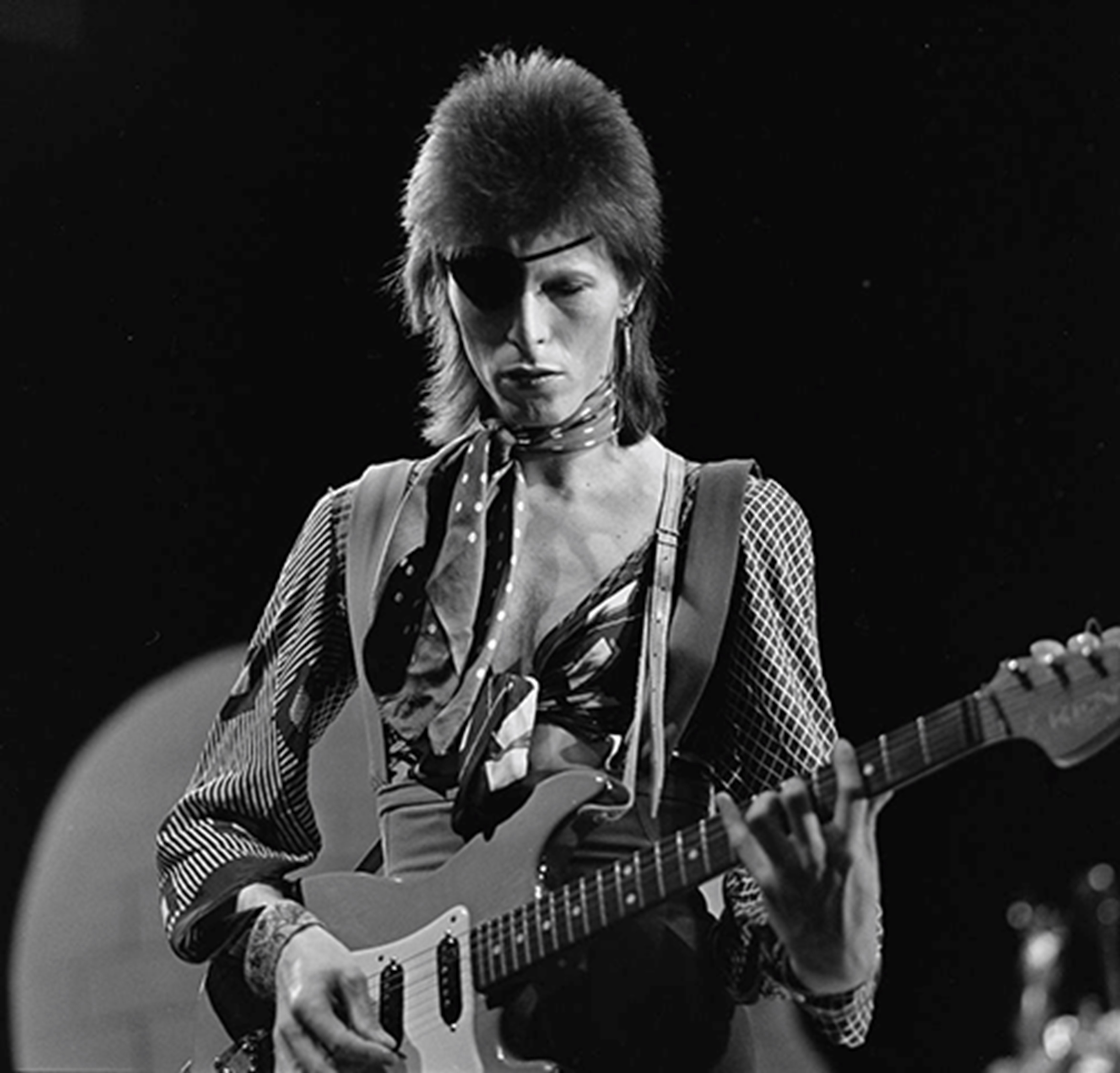
David Bowie (1974)
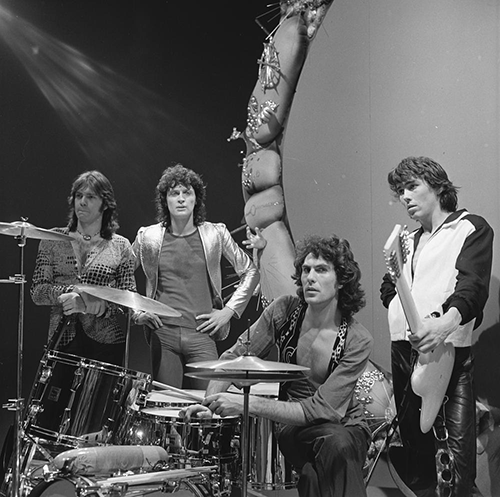
Golden Earring (1974)

- Datos: Q2277867
- Multimedia: AVRO's TopPop / Q2277867